# سوفی تاتیشف
سوفی کاترین تاتیشف (فرانسوی: Sophie Catherine Tatischeff‎؛ ‏ ۲۳ اکتبر ۱۹۴۶ – ۲۷ اکتبر ۲۰۰۱) تدوین‌گر، و کارگردان فیلم اهل فرانسه بود.
از فیلم‌ها یا مجموعه‌های تلویزیونی که وی در آن‌ها نقش داشته‌است، می‌توان به رژه و ترافیک اشاره نمود.
وی در فیلم‌های زنگ تفریح و یک پلیس نیز، «دستیار تدوین» بود.